# Friedrich Brettschneider (Kaufmann)
Johann Georg Friedrich Brettschneider (* 18. November 1794 in Hannover; † 19. Oktober 1856 ebenda) war ein deutscher Kaufmann und Königlich Hannoverscher Hof-Damast-, Drell- und Leinen-Fabrikant und -händler.

## Leben
Nachdem bereits in den ersten Jahrzehnten des 19. Jahrhunderts in dem Dorf Linden vor Hannover  neben der Leineweberei eine Manufaktur-ähnliche Damast- und Drellweberei existierte, deren Ursprung nicht mehr ermittelt werden konnte, erwarb der hannoversche Kaufmann Friedrich Brettschneider zu Beginn der Industrialisierung im Königreich Hannover im Jahr 1835 diese Lindener Spezialweberei. 1842 wurde berichtet, dass Brettschneider in der Umgebung insgesamt 70 Webstühle besaß. Zehn davon waren seinerzeit in der Lindener Damast- und Drellweberei aufgestellt, wo sie von acht Arbeitern bedient wurden.
Insgesamt beschäftigte Friedrich Brettschneider rund 100 Weber, von denen die meisten nicht wie Arbeiter entlohnt wurden, sondern selbständig als Webermeister an eigenen Webstühlen wirkten. Sie wirkten jedoch im Verlagssystem, waren also sowohl bei den Rohstoff-Lieferungen wie auch bei den Aufträgen an den Kaufmann Friedrich Brettschneider gebunden.
Die vor allem in Handarbeit betriebene Lindener Damast- und Drellweberei stellte einen Vorläufer der dann durch Maschinen angetriebenen Mechanischen Weberei dar.
Brettschneider war Aussteller auf der Ersten Allgemeinen Deutschen Industrieausstellung 1854 in München und wurde dort für seine Produkte mit der Verleihung einer Medaille ausgezeichnet, ähnlich wie auf einer der Gewerbeausstellungen des Gewerbevereins für das Königreich Hannover, während der die ausgestellten Waren mit einer silbernen Medaille bedacht wurden.
Unterdessen war Brettschneider zum Hoflieferant des Königs ernannt worden, konnte in der Folge seine Königliche Hof-Damast-, Drell- und Leinen-Fabrik und Handlung in ganzseitigen Anonncen etwa im Geschäftsanzeiger des Adreßbuchs der königlichen Haupt- und Residenzstadt Hannover offerieren. In den Verkaufsräumen in der Knochenhauerstraße 20 konnte er den Kunden ein reichhaltiges Lager eigener Fabrik in Damast-, Jacquard- und Drell-Tischdecken, Frühstück-, Café-, Tee- und Desserts-Servietten sowie international importierte Stoffe, Bettfedern und vieles mehr vorhalten.
Der Grabstein der Familie Brettschneider wurde auf dem Alten St.-Nikolai-Friedhof aufgestellt mit der Inschrift:

„Hier ruhet der hiesige Bürger und Kaufmann Johann Georg Friedrich Brettschneider, geboren in Hannover den 18ten November 1794, gestorben den 19ten October 1856; dessen Ehefrau Friederike Sophie Brettschneider, geborne Grobe, geboren in Hannover den 10ten November 1798, gestorben [...]; deren Kind Magdalene Charlotte Elisabeth, geboren den 14ten Juny 1825.“

Nach dem Tode Friedrich Brettschneiders im Jahr 1856 wurde das Unternehmen „Fried. Brettschneider“ weiter betrieben. So erwarben etwa die Eltern des späteren Schriftstellers und Schauspielers Frank Wedekind in den 1860er Jahren für drei ihrer Kinder Stücke der „Taufkleider und Kinderanzüge“, die Brettschneider seinerzeit in der Marktstraße 6 annonciert hatte.